# Вајарски рељеф
Рељеф (фр. relief) у вајарству је било које дјело гдје се фигуре или позитив истичу са равне површине или негатива. Појам рељеф долази од латинског глагола relievare, издизати се, израстати. Направити вајарско дјело у рељефу значи дочарати да се вајарски материјал издиже са површине плана позадине. Рељефи могу бити моделовани, клесани или изливени – у теракоти, камену, бронзи и другим материјалима, бојени, позлаћени или у природној боји материјала – а класификују се по висини истакнутог позитива (фигура) те тако разликујемо: ниски или барељеф (итал. basso-relievo), гдје је позитив тек нешто истакнут са површине и тек нешто издвојен од позадине обрисом облика; високи рељеф (итал. alto relievo), гдје су облици половином или више од половине изнад позадине и у којима може бити дијелова који су скоро у потпуности издвојени од позадине приближавајући се пуној пластици, односно вајарским дјелима која стоје самостално у простору; и такозавни средњи рељеф (итал. mezzo relievo), негдје између ниског и високог рељефа.
Такозвани рељеф-интарзија (фр. relief и итал. intarsia), представља умјетнички рад у ком су елементи састављени од сложених комада разнобојног дрвета чинећи блага испупчења. Такође техника којом се резбаре рељефни облици на другим материјалима: слоновачи, камену, гвожђу, стаклу, итд.